# Bisnovat R-4
O Bisnovat R-4  (Código na OTAN AA-5 Ash) foi um míssil ar-ar desenvolvido especificamente para o interceptador Tupolev Tu-128.

## História
O Tupolev Tu-128 foi um interceptador desenvolvido para combater os bombardeiros  da Força Aérea dos Estados Unidos (como o Boeing B-52 Stratofortress). Dentro do programa do Tu-128 foi desenvolvido o míssil R-4, guiado pelo radar RP-SM Smerch-M, instalado no nariz da aeronave.
O primeiro protótipo começou a ser desenvolvido em 1958. Os mísseis R-4 foram vistos sendo transportados públicamente durante umdesfile militar em 1961, estando em fase de pré-produção nessa época. Os primeiros mísseis entraram em serviço ativo em 1965.

### Em operação
O R-4 nunca foi empregado contra outra aeronave em combate, sendo aposentado juntamente com o Tu-128 em 1990.

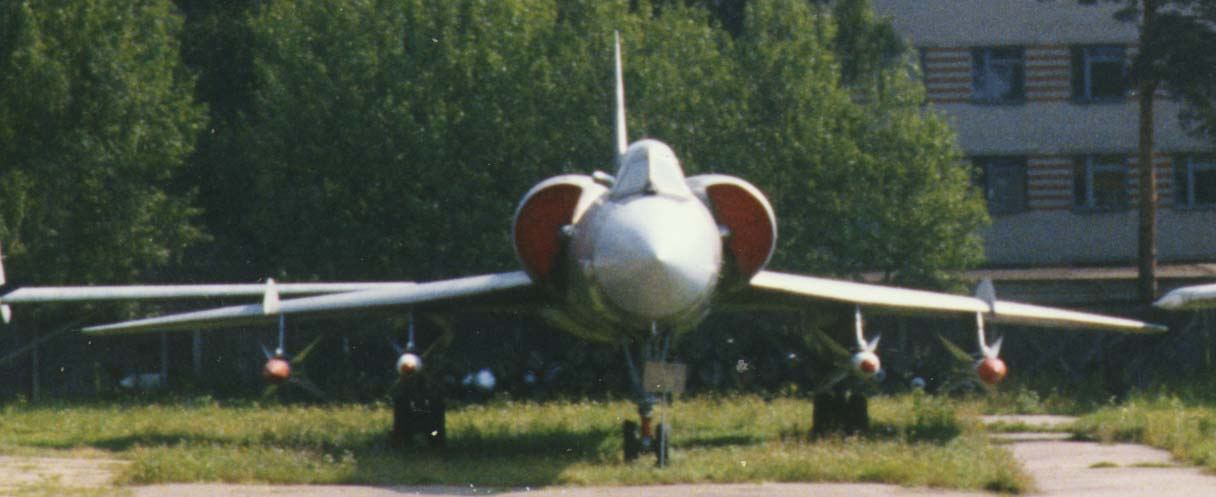
Tu-128 equipado com sua dotação máxima: quatro mísseis R-4.